# Seweryn Ludkiewicz
Seweryn Ludkiewicz (ur. 20 stycznia 1882 w Poniewieżu w guberni kowieńskiej, zm. 31 marca 1964 w Warszawie) – polityk, minister.

## Życiorys
Urodził się w rodzinie ziemiańskiej. Ukończył gimnazjum w Lipawie. Studiował następnie nauki przyrodnicze i geograficzne na Politechnice Lwowskiej, Uniwersytecie Jagiellońskim i uczelniach w Paryżu. Zdał egzamin nauczycielski w Sankt Petersburgu i został współzałożycielem progimnazjum prywatnego w Telszach na Żmudzi, gdzie pracował w latach 1909–1912. Współredaktor Tygodnika Rolniczego w Wilnie.
W czasie I wojny światowej od 1915 sekretarz, a następnie dyrektor Towarzystwa Rolników Poszkodowanych Wskutek Działań Wojennych w Mińsku, a potem w Piotrogrodzie. Po rewolucji lutowej i obaleniu caratu kierował Towarzystwem Powrotu na Litwę i Białoruś. W maju 1919 aresztowany przez Czeka, powrócił w kwietniu 1920 do Polski w ramach wymiany więźniów.
Pracował potem jako kierownik Biura Porad Komisji Polityki Osadniczej Związku Zawodowego Rolników i Leśników z Wyższym Wykształceniem w Warszawie, a od 1 czerwca 1920 jako kierownik Wydziału Rolnego Towarzystwa Straży Kresowej. Od 1 listopada 1920 dyrektor Departamentu Rolnictwa i Lasów i prezes Centralnego Urzędu Ziemskiego w Tymczasowej Komisji Rządzącej Litwy Środkowej.
18 kwietnia 1922 mianowany na prezesa Głównego Urzędu Ziemskiego. Po upadku rządu Władysława Sikorskiego (26 maja 1923) i powstaniu rządu koalicji Chjenopiasta premiera Wincentego Witosa podał się do dymisji ze służby państwowej.
Po przewrocie majowym wiceprezes rady nadzorczej Państwowego Banku Rolnego (PBR), od 27 września 1927 prezes banku. Od 20 marca 1932 był ministrem rolnictwa oraz ministrem reform rolnych w rządzie Aleksandra Prystora. Miał za zadanie scalenie tych ministerstw, co nastąpiło 1 lipca 1932, gdy został ministrem rolnictwa i reform rolnych. Funkcję tę pełnił do 10 maja 1933. Po wykonaniu misji scaleniowej i odejściu z rządu powrócił na stanowisko prezesa Państwowego Banku Rolnego. Od 4 lipca 1935 do 11 lutego 1936 był przejściowo dyrektorem PBR. 12 maja 1938 odszedł na emeryturę.
Był członkiem Rady Głównej Towarzystwa Rozwoju Ziem Wschodnich w 1939, członkiem loży wolnomularskiej w Warszawie w czasach II Rzeczypospolitej.
Po II wojnie światowej od końca 1945 do 1950 był prezesem Rady Krajowego Towarzystwa Melioracyjnego.
Pochowany na cmentarzu ewangelicko-reformowanym przy ulicy Żytniej 42 w Warszawie (W/4/11). W 2022 roku z inicjatywy premiera Mateusza Morawieckiego grób ministra został odrestaurowany. Cały projekt został zrealizowany przez Fundację Dziedzictwa Kulturowego. 

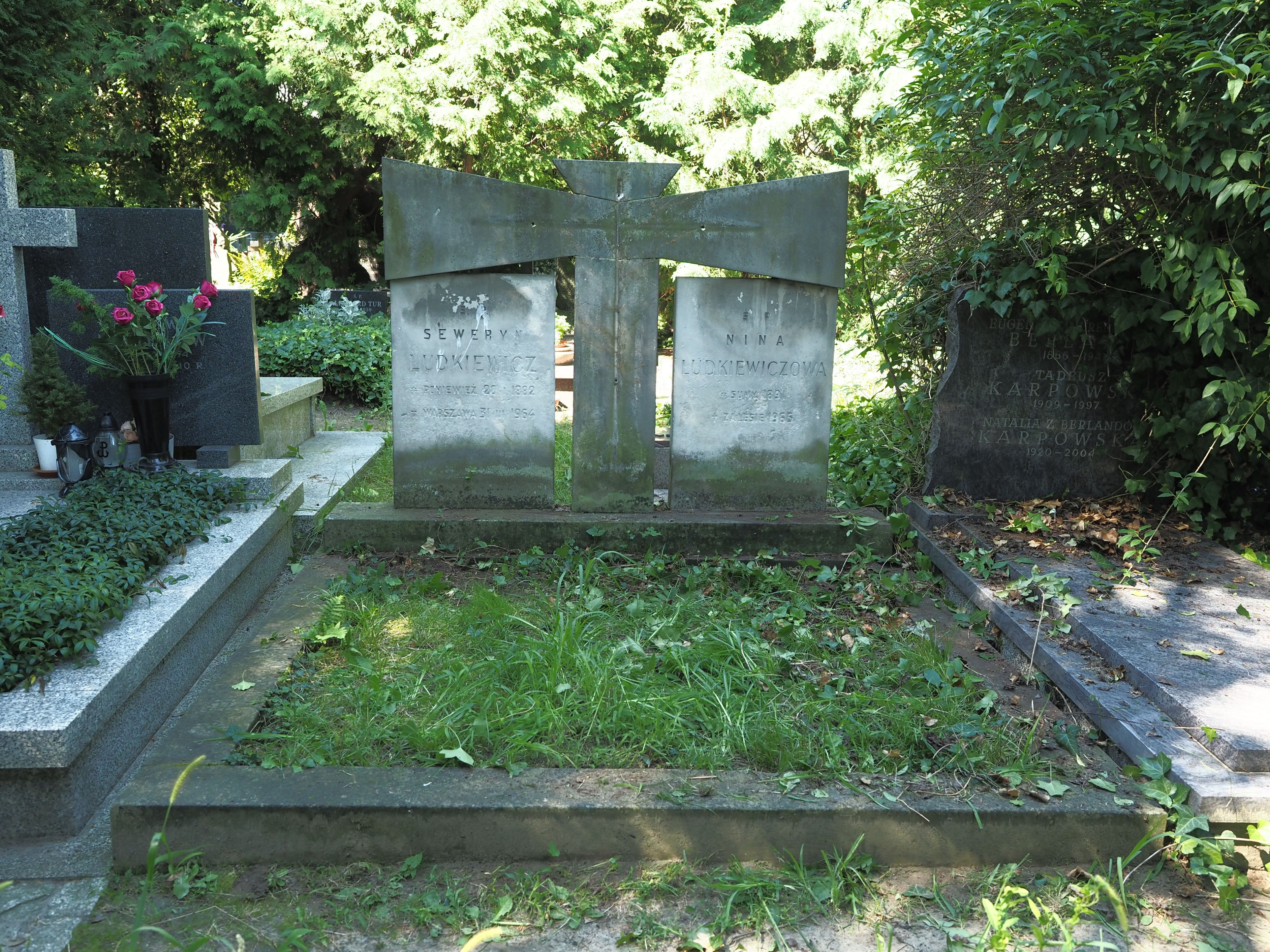
Grób Seweryna Ludkiewicza przed renowacją

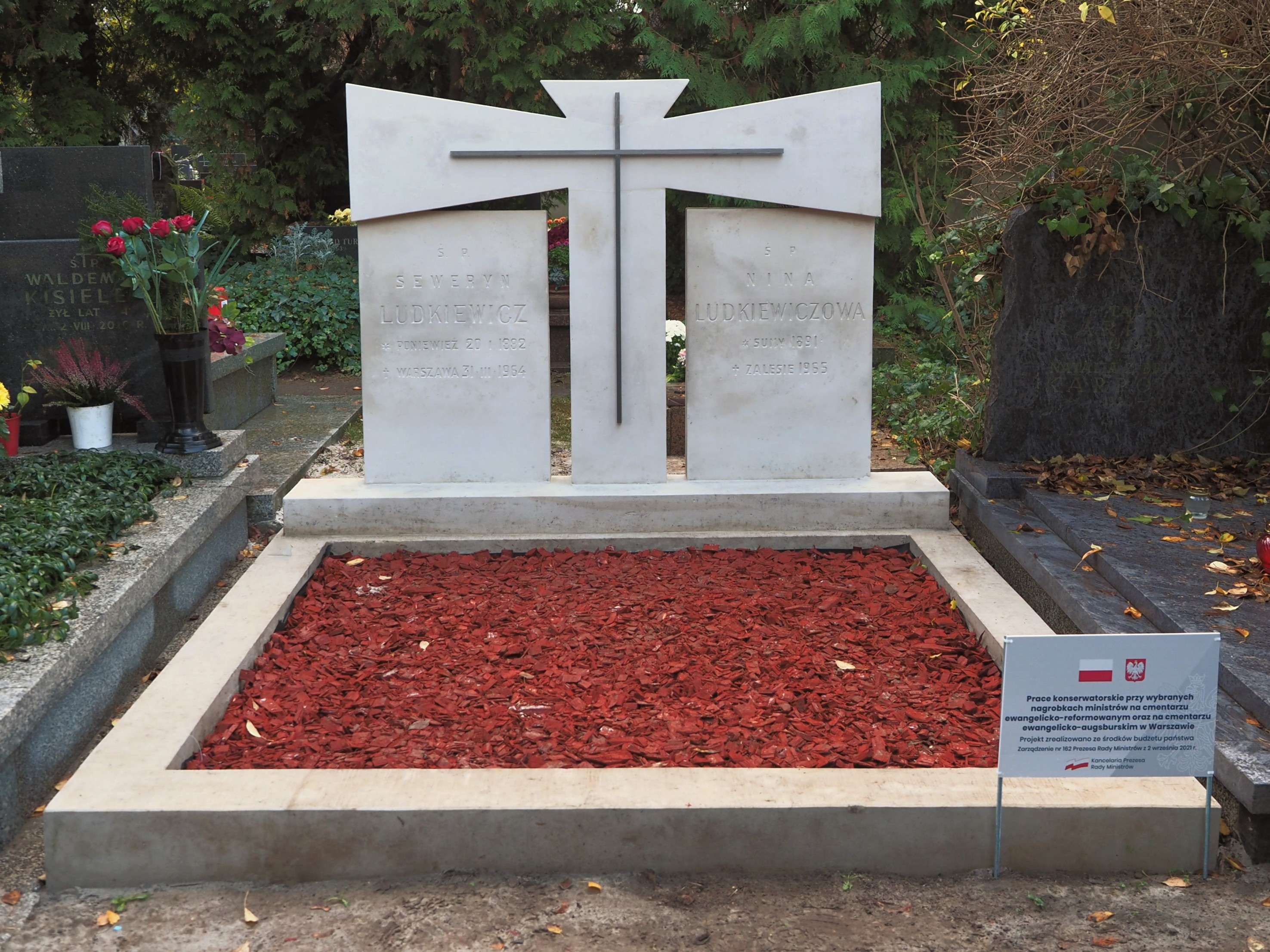
Grób Seweryna Ludkiewicza po renowacji

Brat Zdzisława Ludkiewicza oraz Adama Ludkiewicza.

## Ordery i odznaczenia
- Krzyż Komandorski z Gwiazdą Orderu Odrodzenia Polski (2 maja 1923)[8][9]
- Złoty Krzyż Zasługi (9 listopada 1931)[10]